# بينو كاروسو
بينو كاروسو (بالإيطالية: Pino Caruso)‏ (و. 1934  م) هو مخرج أفلام، وكاتب سيناريو، وكاتب، ومقدم تلفزيوني، وممثل مسرحي، وممثل أفلام إيطالي، ولد في باليرمو. توفي يوم 7 مارس 2019.

## وصلات خارجية
- بينو كاروسو على موقع IMDb (الإنجليزية)
- بينو كاروسو على موقع روتن توميتوز (الإنجليزية)
- بينو كاروسو على موقع ألو سيني (الفرنسية)
- بينو كاروسو على موقع ميوزك برينز (الإنجليزية)
- بينو كاروسو على موقع أول موفي (الإنجليزية)
- بينو كاروسو على موقع قاعدة بيانات الأفلام السويدية (السويدية)
- بينو كاروسو على موقع ديسكوغز (الإنجليزية)
- بينو كاروسو على موقع قاعدة بيانات الفيلم (الإنجليزية)
- بينو كاروسو على موقع كينوبويسك (الروسية)